# Département de Concordia
Le département de Concordia est une des 17 subdivisions de la province d'Entre Ríos, en Argentine. Son chef-lieu est la ville de Concordia.
Le département a une superficie de 3 259 km2. Sa population s'élevait à 157 291 habitants au recensement de 2001.

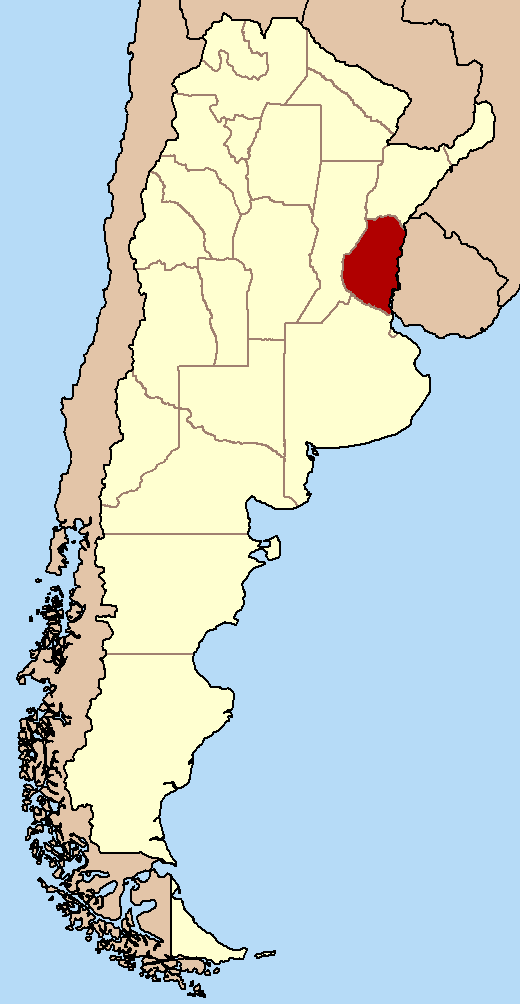
Localisation de la province d'Entre Ríos en Argentine.

## Villes et localités
- Clodomiro Ledesma
- Colonia Ayuí
- Colonia Roca
- Concordia, chef-lieu
- Conscripto Bernardi
- El Redomón
- Estación Yeruá
- Estación Yuquerí
- Estancia Grande
- La Criolla
- Los Charrúas
- Nueva Escocia
- Pedernal
- Puerto Yeruá